# Michael López-Alegría
Pour les articles homonymes, voir Miguel López, López et Alegría.
Michael (né Miguel) Eladio "LA" López-Alegría est un astronaute hispano-américain né à Madrid le 30 mai 1958.  
Il est l'un des astronautes américain ayant le plus d'expérience, cumulant 6 missions sur 4 décennies. 
Avec 10 sorties extra-véhiculaires, il est l'astronaute américain ayant passé le plus de temps dans le vide. 
Depuis 2017, Michael Lopez-Alegria est directeur du développement commercial de la société Axiom Space, et il en est l'astronaute en chef. 

## Biographie
Fils d'un père espagnol et d'une mère américaine, López-Alegría est né à Madrid, en Espagne, et a grandi à Mission Viejo, en Californie. Après avoir obtenu son diplôme au lycée de Mission Viejo, il s'oriente vers l'Académie Navale.

### Études et carrière militaire
Il obtient une licence en ingénierie des systèmes à l'Académie Navale des États-Unis en 1980, puis une maîtrise en ingénierie aéronautique à la Naval Postgraduate School des États-Unis en 1988. Capitaine dans l'US-Navy, Michael Lopez-Alegria est ensuite pilote d'essai en ingénierie.

### Carrière à la NASA
Après une candidature sans succès lors de la treizième sélection de la NASA, il est sélectionné astronaute en 1992 dans le groupe 14 d'astronautes de la NASA.
La première mission spatiale de López-Alegría fut STS-73 en 1995. Pendant plusieurs années, il a dirigé le bureau des opérations de l'équipage de la Station spatiale internationale (ISS) de la NASA avant de retourner dans l'espace à bord de STS-92 en 2000 et de STS-113 en 2002. Pendant le vol STS-92, il a testé le système Simplified Aid for Eva rescue (en) avec son collègue astronaute Jeff Wisoff, volant jusqu'à 16 mètres du complexe orbital.
López-Alegría a servi comme aquanaute dans le premier équipage NEEMO (NASA Extreme Environment Mission Operations) à bord du laboratoire sous-marin Aquarius en octobre 2001.
Le 20 septembre 2006, López-Alegría s'est amarré à l'ISS en tant que commandant de l'expédition 14 de l'ISS, après avoir décollé de Baïkonour, au Kazakhstan, le 18 septembre, à bord du Soyouz TMA-9. Au cours de l'expédition 14, il a effectué cinq sorties dans l'espace. Le 21 avril 2007, il s'est désamarré de l'ISS et est revenu sur Terre.  À l'époque, c'est la plus longue mission pour un américain, avec 215 jours.

### Après la NASA
López-Alegría a pris sa retraite de la NASA le 12 mars 2012 et a été président de la Commercial Spaceflight Federation jusqu'à la fin de l'année 2014. Il est également consultant indépendant auprès de diverses entreprises spatiales, siège à plusieurs conseils et comités consultatifs d'organisations publiques et privées.

### Carrière à Axiom Space
En 2017, López-Alegría a rejoint l'entreprise privée Axiom Space en tant que directeur du développement commercial. Il en devient également l'astronaute en chef. A cette occasion.
Il a de nouveau volé dans l'espace en 2022 en tant que commandant de la mission Ax 1, la première mission Axiom Space dans une capsule Crew Dragon de SpaceX vers la Station spatiale internationale. 
López-Alegría a été le commandant de la mission Ax 3, qui a été lancée le 18 janvier 2024. 

## Vols réalisés
- Columbia STS-73, du 20 octobre 1995 au 5 novembre 1995
- Discovery STS-92, du 11 octobre 2000 au 24 octobre 2000
- Endeavour STS-113, du 24 novembre 2002 au 17 décembre 2002
- Soyouz TMA-9, membre de l'expédition 14, 18 septembre 2006 au 21 avril 2007
- SpaceX Axiom Space-1, 8 avril 2022 au 25 avril 2022
- SpaceX Axiom Space-3, 18 janvier 2024  au 9 février 2024

## Liste de ses sorties extra-véhiculaires
- 2000-10-16 7:07 heures  STS-92
- 2000-10-18 6:56 heures STS-92
- 2002-11-26 6:45 heures  STS-113
- 2002-11-28 6:10 heures STS-113
- 2002-11-30 7:00 heures STS-113
- 2006-11-22 7:39 heures ISS Expédition 14
- 2007-01-31 7:55 heures ISS Expedition 14
- 2007-02-04 7:11 heures ISS Expedition 14
- 2007-02-07 6:39 heures ISS Expedition 14
- 2007-02-22 6:18 heures ISS Expedition 14

## Honneur
L'astéroïde (117704) Lopez-Alegria a été nommé en son honneur le 27 janvier 2021, dans la Minor Planet Circular no 128944.